# Banque Cantonale Neuchâteloise
Die Banque Cantonale Neuchâteloise (BCN; deutsch Neuenburger Kantonalbank) mit Sitz in Neuenburg ist die Kantonalbank des Kantons Neuenburg. Sie wurde 1883 gegründet und ist in Form einer öffentlich-rechtlichen Anstalt organisiert. Die Bank verfügt im Kanton über 12 Geschäftsstellen. Ihr Tätigkeitsgebiet liegt traditionell im Retail Banking, im Hypothekargeschäft, im Private Banking und im Bankgeschäft mit kleinen und mittleren Unternehmen innerhalb des eigenen Kantonsgebietes. Die Banque Cantonale Neuchâteloise beschäftigt 282 Mitarbeiter (Vollzeitstellen) und hatte per Ende 2019 eine Bilanzsumme von 11,6 Milliarden Schweizer Franken. Die Bank verfügt über eine unbeschränkte Staatsgarantie.
Im Oktober 2020 wurde die BCN-Twint-App lanciert.